# Carl Schäfer

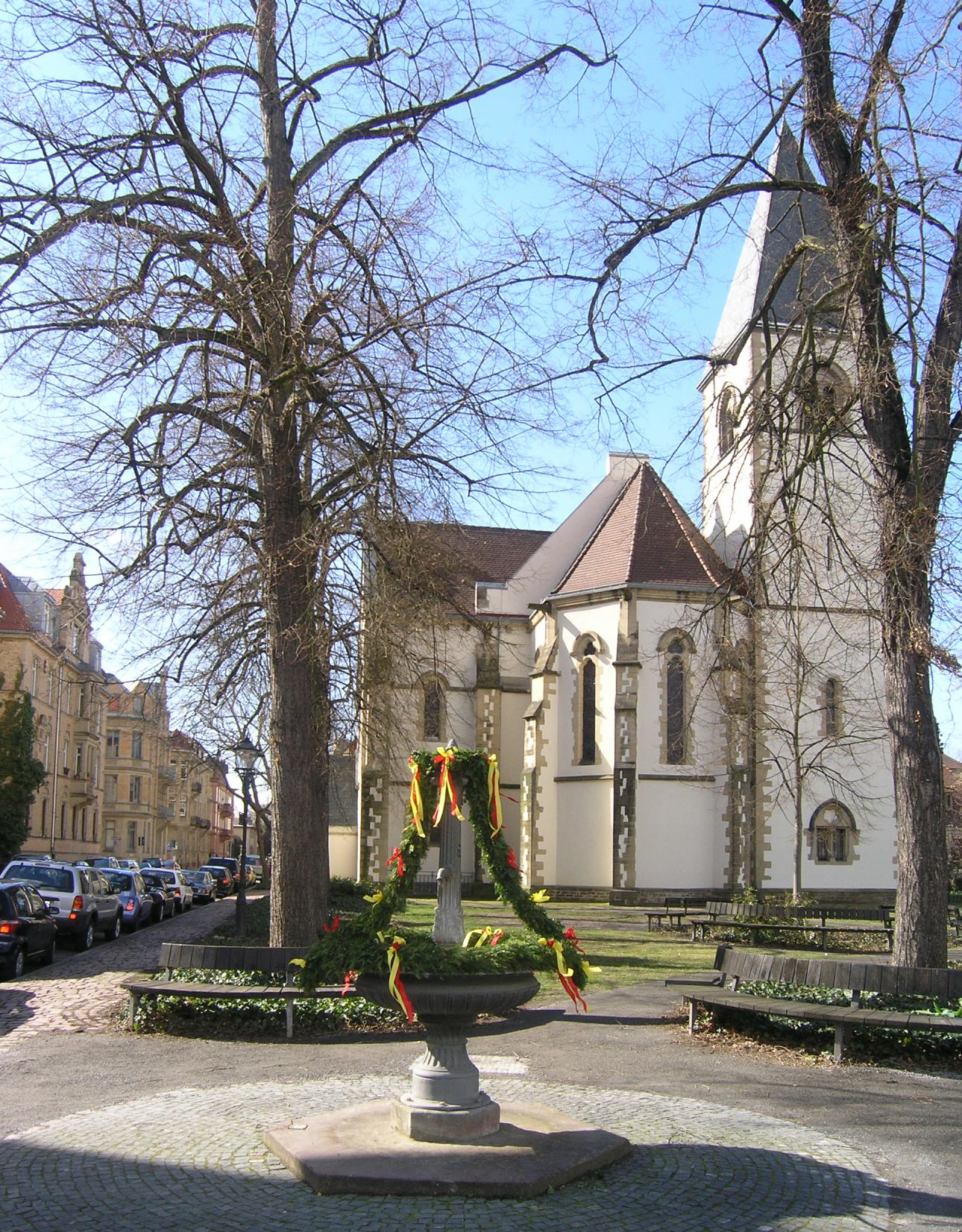
Kościół Starokatolicki w Karlsruhe

Carl Wilhelm Ernst Schäfer (ur. 18 stycznia 1844 w Kassel, zm. 5 maja 1908 w Carlsfeld w Brehna) – niemiecki architekt, konserwator zabytków i nauczyciel akademicki.

## Życiorys
W latach 1858–1860 studiował inżynierię a następnie architekturę u Georga Gottloba Ungewittera na Uniwersytecie Nauk Stosowanych w Kassel do 1862 roku. W latach 1871–1878 był budowniczym uniwersytetów, a jednocześnie architektem miasta w Marburgu. W latach 1878–1885 pracował w pruskim Ministerstwie Handlu, Handlu i Robót Publicznych w Berlinie. W 1878 habilitował się i był prywatnym wykładowcą na berlińskiej Bauakademie, która w 1879 została przeniesiona na politechnikę w Charlottenburgu. W 1884 został profesorem.  W latach 1894–1907 wykładał na politechnice w Karlsruhe.

## Prace
- Budynek audytorium  Uniwersytetu w Marburgu z lat 1874–1879
- przebudowa dwóch bram we Fryburgu Bryzgowijskim[1]
- Kościół Starokatolicki w Karlsruhe